# 國貞景氏
國貞 景氏（くにさだ かげうじ）は、戦国時代から安土桃山時代にかけての武将である。毛利氏、小早川氏の家臣。

## 略歴
國貞氏は小早川貞平の五男・真良貞康を始祖とし、後に國貞姓に改姓した小早川氏庶流・真良氏の流れを汲む。
小早川隆景より偏諱を受け景氏と名乗る。景氏は小早川隆景の下で鉄砲隊を指揮し、活躍した。天正5年（1577年）、備中国八田部郷にて6貫文、天正19年（1591年）、筑前国糟屋郡・穂波郡で200石を与えられる。慶長2年（1597年）、包久景相と共に備中連島において橋の普請奉行を務める。隆景隠居に伴う三原城改築の責任者も務め、佛通寺（広島県三原市）再建に井上春忠と共にあたるなど、土木関連の奉行としても活躍した。
隆景死後は毛利氏家臣に編入された。